# الكسندر موراي (سياسي)
الكسندر موراي هو سياسي كندي، ولد في 18 أبريل 1839 في كندا، وتوفي في 12 مايو 1913. حزبياً، نشط في Progressive Conservative Party of Manitoba ‏.